# Januszewo (województwo mazowieckie)
Januszewo – wieś sołecka w Polsce położona w województwie mazowieckim, w powiecie płońskim, w gminie Naruszewo.
| SIMC    | Nazwa   | Rodzaj    |
| ------- | ------- | --------- |
| 1061009 | Noskowo | część wsi |

W latach 1975–1998 miejscowość administracyjnie należała do województwa ciechanowskiego.